# Mel Bochner
Pour les articles homonymes, voir Bochner.
Mel Bochner, né le 23 août 1940 à Pittsburgh (Pennsylvanie) et mort le 12 février 2025, est un artiste conceptuel américain. 

## Biographie

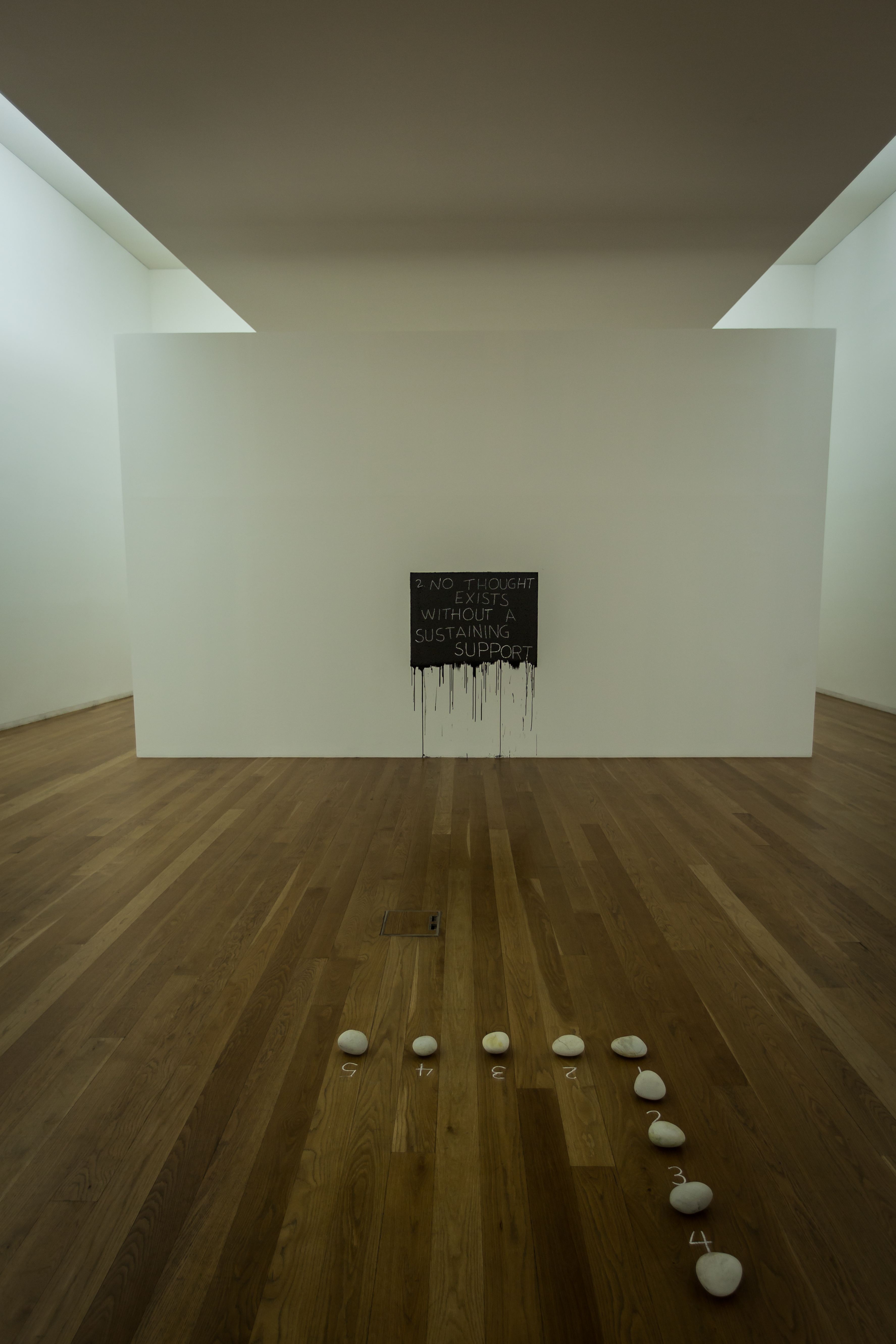
No thought exists without a sustaining support, 1970.

Mel Bochner a obtenu son baccalauréat en beaux-arts en 1962 et son doctorat honorifique en beaux-arts en 2005 de la School of Art (en) de l'Université Carnegie Mellon.
Dans les années 1970, il participe au NSCAD Lithography Workshop.
Mel Bochner est installé à New York où il meurt à l’âge de 84 ans le 12 février 2025.